# Crash and Burn
Crash and Burn (deutsch etwa: Zusammenstoßen und verbrennen) ist das neunte Studioalbum des britischen Musikers John Foxx und das dritte, das er gemeinsam mit Louis Gordon produzierte. Das Elektropop-Album wurde 2003 von Foxx’ eigenem, vertrieblich an Universal gekoppeltem Label Metamatic Records veröffentlicht.

## Entstehungsgeschichte

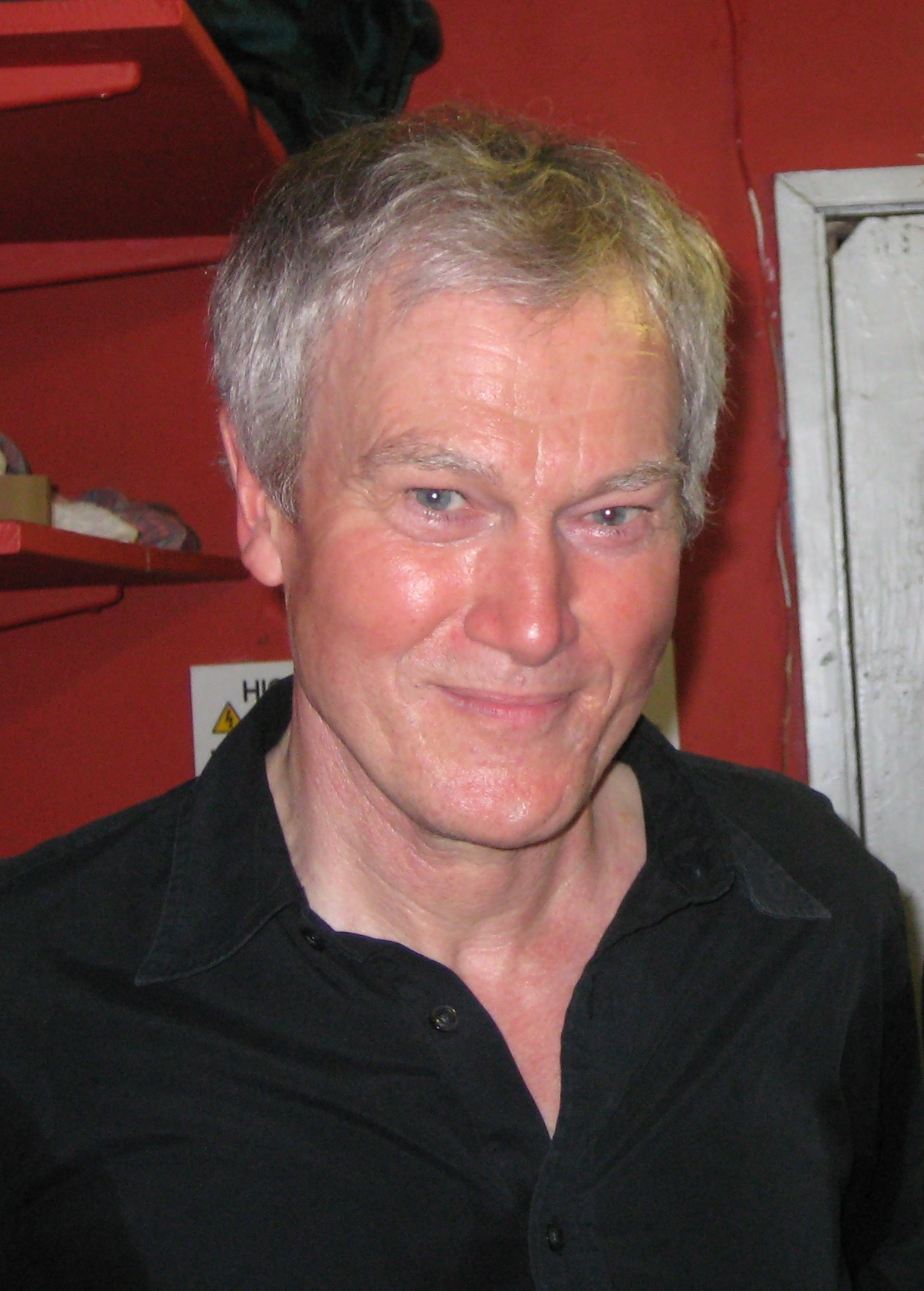
John Foxx (2008)

Die Zusammenarbeit von John Foxx und Louis Gordon hatte bereits 1997 begonnen und umfasste bis 2003 zwei Studioalben – Shifting City (1997) und The Pleasures of Electricity (2001) – sowie zwei Livealben. Die Titel von Crash and Burn wurden von Foxx und Gordon gemeinsam geschrieben und produziert. Gordon war auch der Toningenieur des Albums. Aufgenommen wurde es in Gordons Longwave Studios in London sowie in Teilen mit Foxx’ mobilem Aufnahmestudio.
Das Album wurde am 30. Juni 2003 als Compact Disc und am 17. September desselben Jahres als Schallplatte veröffentlicht. Das Cover des Albums zeigt eine Detailaufnahme aus dem 1946 veröffentlichten US-Thriller Die Wendeltreppe. Das 14-seitige Booklet enthält Schwarz-/Weiß-Fotografien und Auszüge aus den Liedtexten.
Noch 2003 gingen Foxx und Gordon auf Tournee im Vereinigten Königreich, um das Album zu bewerben. Im Rahmen der Tournee wurde eine EP veröffentlicht, The Drive EP, die neben zwei Titeln des Albums auch drei unveröffentlichte Stücke enthielt. Ebenfalls noch 2003 ging das Duo auf eine weitere Tournee mit The Human League.
Im November 2010 erschien, ebenfalls über Metamatic, eine remasterte Neuauflage des Albums. Dieses enthielt eine zusätzliche CD, die die Titel der Drive EP, sechs Liveaufnahmen und drei bis dato unveröffentlichte Titel enthielt. Zusätzlich zum CD-Format war die Neuauflage auch als Download erhältlich.

## Titelliste
1. Drive (6:55)
2. Cinema (5:09)
3. Broken Furniture (5:25)
4. Crash and Burn (4:03)
5. Once In A While (4:10)
6. Sex Video (5:00)
7. Sidewalking (6:12)
8. Ultraviolet / Infrared (5:14)
9. She Robot (4:46)
10. Dust And Light (6:45)
11. Ray 1 / Ray 2 (5:10)
12. Smoke (7:11)

### Bonustitel der 2010er-Neuauflage
1. Making Movies (9:22)
2. Your Shadow (4:50)
3. Underwater Dreamsex (6:13)
4. Labyrinth Generator (4:13)
5. Broken Furniture (Live From A Room) (5:29)
6. Ultraviolet / Infrared (Live From A Room) (5:21)
7. Nightlife (Live From A Room) (8:53)
8. Storm Warning (4:20)
9. Sex Video (Live From A Room) (6:51)
10. Broadway Submarine (3:16)
11. Dust And Light (Live) (6:44)
12. Invisible Women V2 (Live) (5:42)

## Rezeption
Für das britische Webzine Drowned in Sound ist Crash and Burn eine „Neudefinition des totgeglaubten Electroclash-Genres“. Als Einflüsse seien dabei Fischerspooner, The Hacker sowie Foxx’ eigenes Opus der 1980er-Jahre erkennbar. „Kontinuierlich wechselnde Tonlagen und Frequenzen“ träfen auf „siedende, ansteckende Techno-Beats“ und Foxx’ monotonen Vortrag emotionsloser, trockener Texte. Das Album sei eine „erstaunliche und mitunter brutale Einführung“ in Foxx’ Schaffen, dessen Genius heutzutage von der musikinteressierten Jugend größtenteils übersehen werde. Das Onlinemagazin Electricity Club befand, das „lärmende und perkussive“ Album knüpfe an jene „verstörende dytopische Perspektive“ auf die Musik an, die Foxx einst mitgeformt habe. Das Uncut-Magazin hielt fest, dass Foxx’ Musik immer „ein bisschen zu düster und ein bisschen zu intellektuell“ für ein Massenpublikum gewesen sei, während Crash and Burn Hörer von erfolgreichen Künstlern wie Miss Kittin, Adult oder Model 500 erreiche. Foxx sei auch weiterhin in der Lage, „sehr gute“ Alben zu produzieren. Contact Music beschrieb die Musik des Albums als „einfache, repetitive, aber perfekt abgestimmte Beats“, voll von originellen Ideen mit einem Hauch von Düsternis und garniert mit ausdrucks- und bedeutungslosen Texten. Das Ergebnis erinnere an „Depeche Mode in Langweilig“, sei aber für Fans des Genres den Kauf wert. Das Magazin MusicOMH konstatierte, Crash and Burn habe seine Wurzeln im 1980er-Synthiepop à la Depeche Mode und The Human League, während Foxx’ Gesang Anleihen an Andrew Eldritch nähme. Die „etwas klobigen“ Rhythmen erinnerten an Gary Moore und Jeff Beck; einige Titel wären mit klassischen 4-to-the-floor-House-Beats unterlegt, die aber merkwürdigerweise völlig untanzbar seien. Jeden Song umgebe eine Andeutung von Düsternis, wie sie den Film Blade Runner dominiere. Fans von Electroclash könnten beim Album, zugreifen.
Das US-amerikanische Musikjournal Trouser Press bezeichnete die Musik des Albums als „cool“ Und Foxx’ Gesang als „zunehmend robotisch“, kritisierte aber die teils trivialen Texte, die an Digitale Poesie erinnerten. Das schwedische Release Magazine notierte „plötzliche Wendungen, schonungslose Aggression und zuckersüße Nostalgie“. Das Album verbinde Foxx’ Frühwerk (Metamatic, The Garden) mit moderner Clubmusik, werde von einer düsteren Blade-Runner-Ästhetik getragen. Foxx’ Darbietung seiner „cyberesken“ Texte vermittelten dabei eine unpersönliche, ans Robotische grenzende Aura. In Summe sei das Album ein „Musikmonument“.